# Gianni-Grégory Fornet
Œuvres principales
- Flute !!!
- Par tes yeux
- Oratorio Vigilant Animal
- Pourtant la mort ne quitte pas la table

Gianni-Grégory Fornet ou Gianni G. Fornet, est un auteur dramatique, metteur en scène et musicien français, né en 1976 à Bordeaux.

## Biographie

### Jeunesse et formation
Gianni Fornet fait des études de philosophie et de théâtre à Bordeaux et commence son parcours artistique par la poésie et la musique.
Il reçoit le Prix de la Crypte en 1994 avec un recueil de poésie Le Flegme des Boucheries.

#### Entre théâtre et musique
Il compose la musique de deux courts métrages de Sébastien Betbeder alors étudiant à l'École des beaux-arts de Bordeaux, et devient par la suite assistant de Michel Schweizer.
En 2000, il débute alors dans l’écriture dramatique avec une pièce qu’il monte ensuite, intitulée Contemplant son air, j’assassinerais bien le temps puis écrit au sein du groupe d’auteurs de Folle Pensée à Saint-Brieuc constitué par l’auteur Roland Fichet, mettant en scène deux textes de Dieudonné Niangouna et Kwam Tawa.
Oscillant entre sa passion pour le théâtre et sa maitrise de la guitare, c'est en 2004, que commence sa collaboration avec la chorégraphe Régine Chopinot pour laquelle il compose et interprète en tant que guitariste la musique live des pièces Giap Than, Garage, L’Oral de la danseuse aveugle, Eke-Eny et Cornucopiae jouées au Festival d’Automne à Paris, mais aussi en Amérique ou en en Asie.
En 2007, il publie un disque de guitare solo Troppo tintu è addivintatu lu munnu sur le label de musiques improvisées Amor Fati.

### L'auteur dramatique
Gianni-Grégory Fornetl écrit et met en scène 0% de Croissance, puis monte sa propre compagnie en 2003 : Dromosphère.
Il écrit, met en musique et créé une pièce intitulée Flûte !!! en 2010, solo interprété par Nicolas Richard dans une galerie d’art puis en tournée dans des lieux atypiques comme la Gare Mondiale de Bergerac ou la Ménagerie de verre à Paris. En 2012, il travaille en tant qu’assistant, dramaturge et performeur avec le collectif LFK’S et Jean Michel Bruyère sur la création au Festival d’Art Lyrique d’Aix en Provence de l’opéra Une situation Huey P. Newton, autour de la pensée du Black Panther Party. Tournée au Japon.
En 2014, il crée le premier opus d’Oratorio Vigilant Animal, entre écriture romanesque, musique et performance avec Rebecca Chaillon. La pièce sera suivie de deux autres opus avec Audrey Saffré puis Karelle Prugnaud ; mais sera aussi donnée dans son ensemble.
Il publie certains de ses textes aux Éditions Moires, notamment Pourtant la mort ne quitte pas la table et Parler aux oiseaux.
Il mène depuis 2013 des projets en direction de la jeunesse sous le nom de Ceux qui marchent – Itinérance de la jeunesse dans la ville. Son écriture prend source dans un travail de recherche documentaire et se compose de pièces, de formes performatives, mais aussi de fictions sonores et de films, réalisés par le vidéaste João Garcia. Dans ce cadre, il mène un projet en Serbie avec les jeunes de la ville de Niš, intitulé Hodači, pièce qu'il présente au Festval BITEF à Belgrade, à Novi Sad et à Niš puis en France, dans le cadre des Francophonies en Limousin.
En 2018, à la suite d'ateliers menés avec des jeunes à Yaoundé, à Douala, à Montréal et en Nouvelle-Aquitaine, dans trois lycées agricoles ; Gianni-Grégory Fornet et les auteurs Martin Bellemare et Sufo Sufo écrivent Par tes yeux, dressant un portrait de la jeunesse sur ces différents territoires, et portent à la scène les différents visages du monde du moment, jouant dans les trois pays concernés.
Il publie et met en scène en espace public sa pièce Vieux blond, avec Fargass Assandé, Zakary Bairi, Inès Cassigneul, Raphaël Defour, Emmanuel Demonsant, Coralie Leblan, Lymia Vitte. La pièce tourne autour du réveil supposé de Kurt Cobain dans un camping de Corrèze et est créée au Centre national des arts de la rue et de l'espace public à La Rochelle.

## Théâtre

### Œuvres écrites et mises en scène
- 2004 : 0% de Croissance, TNT – Manufacture de chaussure, Bordeaux
- 2010 : Flûte !!!, Galerie Cortex Athletico, La Ménagerie de Verre
- 2013 : Parler aux oiseaux, Le Carré-Les Colonnes
- 2014 : Oratorio Vigilant Animal - Opus 1, TnBA, La Loge (Paris)
- 2017 : Oratorio Vigilant Animal - Opus 2, La Loge (Paris), CDCN de Bordeaux
- 2018 : Par tes yeux co-écrit avec Martin Bellemare et Sufo Sufo[27], Francophonies en Limousin, FAB, Barbezieux, Bergerac, Québec, Montréal, Yaoundé, Douala...
- 2018 : Limbo, Francophonies en Limousin[28]
- 2021 : Oratorio Vigilant Animal - Opus Final, CDCN de Bordeaux
- 2022 : Vieux blond, tournée

#### Itinérance de la jeunesse[20]
- 2015 : Hodači / Ceux qui marchent, Festival BITEF, Novi Sad (Serbie), FAB, Francophonies en Limousin
- 2016 : Ceux qui marchent – Opus Bergerac
- 2016 : Blago Tebi
- 2017 : Déplacement(s)
- 2019 : Vous êtes passé par là vous aussi
- 2022 : Un texte pour La Bastide, Francophonies en Limousin[29]

### Autres mises scènes
- 2004 : Balle à terre de Dieudonné Niangouna, La Passerelle (Saint-Brieuc)
- 2004 : Revanche(s) de Kouam Tawa, La Passerelle (Saint-Brieuc)
- 2007 : Sans tuer on ne peut pas de Roland Fichet, TnBA, Ballet Atlantique Régine Chopinot (La Rochelle), La Passerelle (Saint-Brieuc)
- 2022 : Mère prison de Emmelyne Octavie, Francophonies en Limousin[30]

### Pièces mises en scènes par d'autres
- 2014 : Micro-climats 2.0 (co-écrit avec Solenn Denis, Virginie Barreteau et Didier Delahais) mise en scène Monique Garcia, TnBA[31]
- 2018 : Silence (co-écrit avec Arnaud Poujol, Solenn Denis, Thomas Gornet et Delphine Hecquet), mise en scène Jean Lambert-wild et Paul Golub, Théâtre de L'Union

## Publications

### Théâtre
- Pourtant la mort ne quitte pas la table - Éditions Moires (2012)[32]
- Parler aux oiseaux - Éditions Moires (2012)
- 72 heures qu'il lui dit adieu, in Micro-Climats 2.0 - Zone de Turbulences (ouvrage collectif) - Édition Moires (2014)
- Ceux qui marchent / Hodači (bilingue français/serbe) - Édition SKC Niš, Serbie, (2015)
- Par tes yeux, co-écrit avec Martin Bellemare et Sufo Sufo - Lansman Éditeur (2018)
- Un jour on devient un de ceux qui partent, in SILENCE, Festival TRENTE TRENTE (ouvrage collectif) - Éditions Moires (2018)[33]
- Vieux blond - Lansman Éditeur (2022)

### Poésie
- Le Flegme des boucheries - Éditions de La Crypte (1994)

- Propriété, ACTION Revue DOCK(S) (ouvrage collectif) (2003)
- La Cabane des Délices in Scènes No 30 (ouvrage collectif) - La Bellone (2011)

## Discographie
- 2008 : Troppo tintu è addivintatu lu munnu, label Amor Fati, Bordeaux

## Distinctions
- 1994 : Prix de la Crypte pour Le Flegme des Boucheries